# Langeac
Langeac település Franciaországban, Haute-Loire megyében. Lakosainak száma 3433 fő (2022. január 1.). Langeac Aubazat, Chanteuges, Chazelles, Ferrussac, Mazeyrat-d’Allier, Pébrac, Pinols, Saint-Arcons-d’Allier és Tailhac községekkel határos.

## Népesség
A település népességének változása:
| Lakosok száma | 4934 | 4609 | 4195 | 3943 | 3832 | 3754 | 3662 | 3489 | 3451 | 3433 |
|               | 1968 | 1982 | 1990 | 2006 | 2013 | 2015 | 2017 | 2019 | 2020 | 2022 |